# BAFTA de melhor filme em língua não inglesa
O BAFTA de melhor filme estrangeiro é uma das categorias dos Prêmios BAFTA de cinema entregue desde 1983 pela Academia Britânica de Artes do Cinema e Televisão, responsável pela premiação anual que honra à excelência de trabalhos realizados no cinema, na televisão, e em outros meios audiovisuais.

## Vencedores e indicados

### Década de 1980
| Ano                                      | Filme                | Realizador                             | Produtor(es)                         | País |
| ---------------------------------------- | -------------------- | -------------------------------------- | ------------------------------------ | ---- |
| 1983                                     |                      |                                        |                                      |      |
| Cristo si è fermato a Eboli              | Francesco Rosi       | —                                      | Itália, França                       |      |
| Das Boot                                 | Wolfgang Petersen    | —                                      | Alemanha Ocidental                   |      |
| Diva                                     | Jean-Jacques Beineix | —                                      | França                               |      |
| Fitzcarraldo                             | Werner Herzog        | —                                      | Alemanha Ocidental, Peru             |      |
| 1984                                     |                      |                                        |                                      |      |
| Danton                                   | Andrzej Wajda        | Margaret Ménégoz, Barbara Pec-Slesicka | França, Polónia                      |      |
| Vivement dimanche!                       | François Truffaut    | Armand Barbault                        | França                               |      |
| Fanny och Alexander                      | Ingmar Bergman       | Jörn Donner                            | Suécia                               |      |
| La traviata                              | Franco Zeffirelli    | Tarak Ben Ammar                        | Itália                               |      |
| 1985                                     |                      |                                        |                                      |      |
| Carmen                                   | Carlos Saura         | Emiliano Piedra                        | Espanha                              |      |
| Le Retour de Martin Guerre               | Daniel Vigne         | —                                      | França                               |      |
| Un amour de Swann                        | Volker Schlöndorff   | Margaret Ménégoz                       | França, Alemanha Ocidental           |      |
| Un dimanche à la campagne                | Bertrand Tavernier   | Alain Sarde                            | França                               |      |
| 1986                                     |                      |                                        |                                      |      |
| Oberst Redl                              | István Szabó         | Manfred Durniok                        | Alemanha Ocidental, Hungria, Áustria |      |
| Carmen                                   | Francesco Rosi       | Patrice Ledoux                         | França, Itália                       |      |
| Dim Sum: A Little Bit of Heart           | Wayne Wang           | Tom Sternberg, Danny Yung              | Estados Unidos                       |      |
| Subway                                   | Luc Besson           | François Ruggieri                      | França                               |      |
| 1987                                     |                      |                                        |                                      |      |
| Ran                                      | Akira Kurosawa       | Serge Silberman, Masato Hara           | Japão                                |      |
| 37°2 le matin                            | Jean-Jacques Beineix | —                                      | França                               |      |
| Ginger e Fred                            | Federico Fellini     | Alberto Grimaldi                       | Itália, Alemanha Ocidental           |      |
| Otello                                   | Franco Zeffirelli    | Yoram Globus, Menahem Golan            | Itália                               |      |
| 1988                                     |                      |                                        |                                      |      |
| Offret                                   | Andrei Tarkovsky     | Anna-Lena Wibom                        | Suécia, Reino Unido, França          |      |
| Jean de Florette                         | Claude Berri         | —                                      | França                               |      |
| Mitt liv som hund                        | Lasse Hallström      | Waldemar Bergendahl                    | Suécia                               |      |
| Manon des sources                        | Claude Berri         | —                                      | França                               |      |
| 1989                                     |                      |                                        |                                      |      |
| Babettes Gæstebud                        | Gabriel Axel         | Just Betzer, Bo Christensen            | Dinamarca                            |      |
| Der Himmel über Berlin                   | Wim Wenders          | Anatole Dauman                         | Alemanha Ocidental                   |      |
| Oci ciornie / Очи чёрные, Óchi chjórnyje | Nikita Mikhalkov     | Silvia D'Amico Bendico, Carlo Cucchi   | Itália, União Soviética              |      |
| Au revoir les enfants                    | Louis Malle          | —                                      | França, Alemanha Ocidental           |      |
| 1990                                     |                      |                                        |                                      |      |
| La vie et rien d'autre                   | Bertrand Tavernier   | René Cleitman                          | França                               |      |
| Pelle Erobreren                          | Bille August         | Per Holst                              | Dinamarca, Suécia                    |      |
| Salaam Bombay!                           | Mira Nair            | —                                      | Índia                                |      |
| Mujeres al borde de un ataque de nervios | Pedro Almodóvar      | Agustín Almodóvar                      | Espanha                              |      |

### Década de 1990
| Ano                           | Filme                         | Realizador(es)                                           | Produtor(es)                   | País |
| ----------------------------- | ----------------------------- | -------------------------------------------------------- | ------------------------------ | ---- |
| 1991                          |                               |                                                          |                                |      |
| Nuovo Cinema Paradiso         | Giuseppe Tornatore            | Franco Cristaldi                                         | Itália                         |      |
| Jésus de Montréal             | Denys Arcand                  | Roger Frappier, Pierre Gendron                           | Canadá, França                 |      |
| Milou en mai                  | Louis Malle                   | —                                                        | França                         |      |
| Romuald et Juliette           | Coline Serreau                | Jean-Louis Piel, Philippe Carcassonne                    | França                         |      |
| 1992                          |                               |                                                          |                                |      |
| Das schreckliche Mädchen      | Michael Verhoeven             | —                                                        | Alemanha                       |      |
| Cyrano de Bergerac            | Jean-Paul Rappeneau           | René Cleitman, Michel Seydoux                            | França                         |      |
| Le Mari de la coiffeuse       | Patrice Leconte               | Thierry de Ganay                                         | França                         |      |
| Toto le héros                 | Jaco Van Dormael              | Pierre Drouot, Dany Geys                                 | Bélgica, França, Alemanha      |      |
| 1993                          |                               |                                                          |                                |      |
| Da hong deng long gao gao gua | Zhang Yimou                   | Chiu Fu-sheng                                            | China, Hong Kong, Taiwan       |      |
| Les amants du Pont-Neuf       | Leos Carax                    | Christian Fechner                                        | França                         |      |
| Delicatessen                  | Jean-Pierre Jeunet, Marc Caro | Claudie Ossard                                           | França                         |      |
| Hitlerjunge Salomon           | Agnieszka Holland             | Artur Brauner, Margaret Ménégoz                          | Alemanha, França, Polónia      |      |
| 1994                          |                               |                                                          |                                |      |
| Ba wang bie ji                | Chen Kaige                    | Hsu Feng                                                 | China, Hong Kong               |      |
| Un cœur en hiver              | Claude Sautet                 | Jean-Louis Livi, Philippe Carcassonne                    | França                         |      |
| Como agua para chocolate      | Alfonso Arau                  | —                                                        | México                         |      |
| Indochine                     | Régis Wargnier                | Eric Heumann                                             | França                         |      |
| 1995                          |                               |                                                          |                                |      |
| Huózhe                        | Zhang Yimou                   | Chiu Fu-sheng                                            | China                          |      |
| Trois couleurs: Rouge         | Krzysztof Kieślowski          | Marin Karmitz                                            | França, Polónia                |      |
| Yin shi nan nu                | Ang Lee                       | Hsu Li-kong                                              | Taiwan, Estados Unidos         |      |
| Belle Époque                  | Fernando Trueba               | —                                                        | Espanha                        |      |
| 1996                          |                               |                                                          |                                |      |
| Il postino                    | Michael Radford               | Mario Cecchi Gori, Vittorio Cecchi Gori, Gaetano Daniele | Itália                         |      |
| Les Misérables                | Claude Lelouch                | —                                                        | França                         |      |
| Utomlyonnye solntsem          | Nikita Mikhalkov              | Michel Seydoux                                           | Rússia                         |      |
| La Reine Margot               | Patrice Chéreau               | Pierre Grunstein                                         | França, Itália, Alemanha       |      |
| 1997                          |                               |                                                          |                                |      |
| Ridicule                      | Patrice Leconte               | Frédéric Brillion, Philippe Carcassonne, Gilles Legrand  | França                         |      |
| Antonia                       | Marleen Gorris                | Hans de Weers                                            | Países Baixos                  |      |
| Kolja                         | Jan Svěrák                    | Eric Abraham                                             | República Checa                |      |
| Nelly et Monsieur Arnaud      | Claude Sautet                 | Alain Sarde                                              | França                         |      |
| 1998                          |                               |                                                          |                                |      |
| L'Appartement                 | Gilles Mimouni                | Georges Benayoun                                         | França                         |      |
| Lucie Aubrac                  | Claude Berri                  | —                                                        | França                         |      |
| Ma vie en rose                | Alain Berliner                | Carole Scotta                                            | França, Bélgica                |      |
| La Lección de Tango           | Sally Potter                  | Christopher Sheppard                                     | Argentina, Reino Unido, França |      |
| 1999                          |                               |                                                          |                                |      |
| Central do Brasil             | Walter Salles                 | Arthur Cohn, Martine de Clermont-Tonnerre                | Brasil                         |      |
| Carne trémula                 | Pedro Almodóvar               | Agustín Almodóvar                                        | Espanha                        |      |
| La vita è bella               | Roberto Benigni               | Elda Ferri, Gianluigi Braschi                            | Itália                         |      |
| Le Bossu                      | Philippe de Broca             | Patrick Godeau                                           | França                         |      |
| 2000                          |                               |                                                          |                                |      |
| Todo sobre mi madre           | Pedro Almodóvar               | Agustín Almodóvar                                        | Espanha                        |      |
| Buena Vista Social Club       | Wim Wenders                   | Ulrich Felsberg, Deepak Nayar                            | Alemanha, Cuba, Estados Unidos |      |
| Festen                        | Thomas Vinterberg             | Birgitte Hald                                            | Dinamarca                      |      |
| Lola rennt                    | Tom Tykwer                    | Stefan Arndt                                             | Alemanha                       |      |

### Década de 2000
| Ano                                 | Filme                              | Realizador(es)                                      | Produtor(es)                          | País |
| ----------------------------------- | ---------------------------------- | --------------------------------------------------- | ------------------------------------- | ---- |
| 2001                                |                                    |                                                     |                                       |      |
| Wò hǔ cáng lóng                     | Ang Lee                            | Hsu Li-kong, William Kong                           | Taiwan/China/Hong Kong                |      |
| La fille sur le pont                | Patrice Leconte                    | Christian Fechner                                   | França                                |      |
| Faa yeung nin wa                    | Wong Kar-wai                       | Wong Kar-wai                                        | Hong Kong                             |      |
| Harry, un ami qui vous veut du bien | Dominik Moll                       | Michel Saint-Jean                                   | França                                |      |
| Malèna                              | Giuseppe Tornatore                 | Harvey Weinstein, Carlo Bernasconi                  | Itália                                |      |
| 2002                                |                                    |                                                     |                                       |      |
| Amores perros                       | Alejandro González Iñárritu        | Alejandro González Iñárritu                         | México                                |      |
| Le fabuleux destin d'Amélie Poulain | Jean-Pierre Jeunet                 | Claudie Ossard                                      | França                                |      |
| Abril Despedaçado                   | Walter Salles                      | Arthur Cohn                                         | Brasil                                |      |
| Monsoon Wedding                     | Mira Nair                          | Caroline Baron                                      | Índia                                 |      |
| La pianiste                         | Michael Haneke                     | Veit Heiduschka                                     | França /Áustria /Alemanha             |      |
| 2003                                |                                    |                                                     |                                       |      |
| Hable con ella                      | Pedro Almodóvar                    | Agustín Almodóvar                                   | Espanha                               |      |
| Cidade de Deus                      | Fernando Meirelles                 | Andrea Barata Ribeiro, Mauricio Andrade Ramos       | Brasil                                |      |
| Devdas                              | Sanjay Leela Bhansali              | Bharat Shah                                         | Índia                                 |      |
| The Warrior                         | Asif Kapadia                       | Bertrand Faivre                                     | Reino Unido /Índia                    |      |
| Y tu mamá también                   | Alfonso Cuarón                     | Jorge Vergara                                       | México                                |      |
| 2004                                |                                    |                                                     |                                       |      |
| In This World                       | Michael Winterbottom               | Andrew Eaton, Anita Overland                        | Reino Unido                           |      |
| Les invasions barbares              | Denys Arcand                       | Daniel Louis, Denise Robert                         | Canadá                                |      |
| Good Bye, Lenin!                    | Wolfgang Becker                    | Stefan Arndt                                        | Alemanha                              |      |
| Sen to Chihiro no Kamikakushi       | Hayao Miyazaki                     | Toshio Suzuki                                       | Japão                                 |      |
| Être et avoir                       | Nicolas Philibert                  | Gilles Sandoz                                       | França                                |      |
| Les Triplettes de Belleville        | Sylvain Chomet                     | Didier Brunner                                      | França / Canadá                       |      |
| 2005                                |                                    |                                                     |                                       |      |
| Diários de Motocicleta              | Walter Salles                      | Michael Nozik, Edgard Tenenbaum, Karen Tenkhoff     | Argentina/Brasil                      |      |
| La mala educación                   | Pedro Almodóvar                    | Agustín Almodóvar                                   | Espanha                               |      |
| Les choristes                       | Christophe Barratier               | Arthur Cohn, Nicolas Mauvernay, Jacques Perrin      | França                                |      |
| Shi mian mai fu                     | Zhang Yimou                        | William Kong                                        | China /Hong Kong                      |      |
| Un long dimanche de fiançailles     | Jean-Pierre Jeunet                 | Francis Boespflug                                   | França /Estados Unidos                |      |
| 2006                                |                                    |                                                     |                                       |      |
| De battre mon cœur s'est arrêté     | Jacques Audiard                    | Pascal Caucheteux                                   | França                                |      |
| Joyeux Noël                         | Christian Carion                   | Christophe Rossignon                                | França /Reino Unido/ Alemanha/Bélgica |      |
| Kung Fu Hustle                      | Stephen Chow                       | Po Chu Chui, Jeffrey Lau                            | Hong Kong /China                      |      |
| Le Grand Voyage                     | Ismaël Ferrouhki                   | Humbert Balsan                                      | França/ Marrocos                      |      |
| Tsotsi                              | Gavin Hood                         | Peter Fudakowski                                    | África do Sul                         |      |
| 2007                                |                                    |                                                     |                                       |      |
| El laberinto del fauno              | Guillermo del Toro                 | Alfonso Cuarón, Álvaro Augustin                     | Espanha /México                       |      |
| Apocalypto                          | Mel Gibson                         | Bruce Davey                                         | Estados Unidos                        |      |
| Zwartboek                           | Paul Verhoeven                     | San Fu Maltha, Teun Hilte, Jens Meurer              | Países Baixos /Alemanha /Bélgica      |      |
| Rang De Basanti                     | Rakeysh Omprakash Mehra            | Ronnie Screwvala                                    | Índia                                 |      |
| Volver                              | Pedro Almodóvar                    | Agustín Almodóvar                                   | Espanha                               |      |
| 2008                                |                                    |                                                     |                                       |      |
| Das Leben der Anderen               | Florian Henckel von Donnersmarck   | Quirin Berg, Max Wiedemann                          | Alemanha                              |      |
| Le Scaphandre et le Papillon        | Julian Schnabel                    | Kathleen Kennedy, Jon Kilik                         | França                                |      |
| The Kite Runner                     | Marc Forster                       | William Horberg, Walter F. Parkes, Rebecca Yeldham  | Estados Unidos                        |      |
| La môme                             | Olivier Dahan                      | Alain Goldman                                       | França/Reino Unido/República Checa    |      |
| Se, jie                             | Ang Lee                            | William Kong, James Schamus                         | Taiwan/China/Estados Unidos           |      |
| 2009                                |                                    |                                                     |                                       |      |
| Il y a longtemps que je t'aime      | Philippe Claudel                   | Yves Marmion                                        | França                                |      |
| Der Baader Meinhof Complex          | Uli Edel                           | Bernd Eichinger                                     | Alemanha                              |      |
| Gomorra                             | Matteo Garrone                     | Domenico Procacci                                   | Itália                                |      |
| Persepolis                          | Marjane Satrapi, Vincent Paronnaud | Xavier Rigault, Marc-Antoine Robert                 | França/Estados Unidos                 |      |
| Vals im Bashir                      | Ari Folman                         | Serge Lalou, Gerhard Meixner, Yael Nahlieli         | Israel                                |      |
| 2010                                |                                    |                                                     |                                       |      |
| Un prophète                         | Jacques Audiard                    | Pascal Caucheteux, Marco Cherqui, Alix Raynaud      | França                                |      |
| Los abrazos rotos                   | Pedro Almodóvar                    | Agustín Almodóvar                                   | Espanha                               |      |
| Coco avant Chanel                   | Anne Fontaine                      | Caroline Benjo, Philippe Carcassonne, Carole Scotta | França/Bélgica                        |      |
| Låt den rätte komma in              | Tomas Alfredson                    | Carl Molinder, John Nordling                        | Suécia                                |      |
| Das weiße Band                      | Michael Haneke                     | Stefan Arndt, Veit Heiduschka, Margaret Ménégoz     | Alemanha/Áustria                      |      |

### Década de 2010
| Ano                               | Filme                               | Realizador(es)                                                 | Produtor(es)                  | País |
| --------------------------------- | ----------------------------------- | -------------------------------------------------------------- | ----------------------------- | ---- |
| 2011                              |                                     |                                                                |                               |      |
| Män som hatar kvinnor             | Niels Arden Oplev                   | Søren Stærmose                                                 | Suécia                        |      |
| Io sono l'amore                   | Luca Guadagnino                     | Francesco Melzi d'Eril, Marco Morabito e Massimiliano Violante | Itália                        |      |
| Biutiful                          | Alejandro González Iñárritu         | Jon Kilik, Fernando Bovaira                                    | México/Espanha                |      |
| Des hommes et des dieux           | Xavier Beauvois                     | Pascal Caucheteux, Étienne Comar                               | France                        |      |
| El secreto de sus ojos            | Juan José Campanella                | Mariela Besuievski                                             | Argentina                     |      |
| 2012                              |                                     |                                                                |                               |      |
| La piel que habito                | Pedro Almodóvar                     | Agustín Almodóvar                                              | Espanha                       |      |
| Incendies                         | Denis Villeneuve                    | Luc Déry, Kim McCraw                                           | Canadá                        |      |
| Pina                              | Wim Wenders                         | Gian-Piero Ringel                                              | Alemanha                      |      |
| Potiche                           | François Ozon                       | Eric Altmeyer, Nicolas Altmeyer                                | França                        |      |
| Jodaeiye Nader az Simin           | Asghar Farhadi                      | Asghar Farhadi                                                 | Irão                          |      |
| 2013                              |                                     |                                                                |                               |      |
| Amour                             | Michael Haneke                      | Margaret Ménégoz                                               | França/Áustria                |      |
| Hodejegerne                       | Morten Tyldum                       | Marianne Gray, Asle Vatn                                       | Noruega                       |      |
| Jagten                            | Thomas Vinterberg                   | Morten Kaufman, Sisse Graum Jørgensen                          | Dinamarca                     |      |
| De rouille et d'os                | Jacques Audiard                     | Pascal Caucheteux                                              | França/Bélgica                |      |
| Intouchables                      | Olivier Nakache, Éric Toledano      | Nicolas Duval Adassovsky, Yann Zenou, Laurent Zeitoun          | França                        |      |
| 2014                              |                                     |                                                                |                               |      |
| La grande bellezza                | Paolo Sorrentino                    | Nicola Giuliano, Francesca Cima                                | Itália/França                 |      |
| The Act of Killing                | Joshua Oppenheimer                  | Signe Byrge Sørensen                                           | Noruega/Dinamarca/Reino Unido |      |
| La vie d'Adèle - Chapitres 1 & 2  | Abdellatif Kechiche                 | Brahim Chioua, Vincent Maraval                                 | França                        |      |
| Metro Manila                      | Sean Ellis                          | Mathilde Charpentier                                           | Reino Unido                   |      |
| Wadjda                            | Haifaa al-Mansour                   | Gerhard Meixner, Roman Paul                                    | Arábia Saudita/Alemanha       |      |
| 2015                              |                                     |                                                                |                               |      |
| Ida                               | Pawel Pawlikowski                   | Eric Abraham, Piotr Dzieciol, Ewa Puszczynska                  | Polónia                       |      |
| Leviathan                         | Andrey Zvyagintsev                  | Alexander Rodnyansky, Sergey Melkumov                          | Rússia                        |      |
| The Lunchbox                      | Ritesh Batra                        | Arun Rangachari, Anurag Kashyap, Guneet Monga                  | Índia/França/Alemanha         |      |
| Trash                             | Stephen Daldry                      | Tim Bevan, Eric Fellner, Kris Thykier                          | Brasil/Reino Unido            |      |
| Deux jours, une nuit              | Jean-Pierre Dardenne e Luc Dardenne | Jean-Pierre Dardenne, Luc Dardenne e Denis Freyd               | Bélgica/França/Itália         |      |
| 2016                              |                                     |                                                                |                               |      |
| Relatos Selvagens                 | Damián Szifron                      | —                                                              | Argentina/Espanha             |      |
| Nie Yinniang                      | Hou Hsiao-Hsien                     | —                                                              | Taiwan/China/Hong Kong        |      |
| Force Majeure                     | Ruben Östlund                       | —                                                              | Suécia                        |      |
| Theeb                             | Naji Abu Nowar                      | —                                                              | Jordânia/Reino Unido          |      |
| Timbuktu                          | Abderrahmane Sissako                | —                                                              | Mauritânia/França             |      |
| 2017                              |                                     |                                                                |                               |      |
| Saul fia                          | László Nemes                        | Gábor Sipos                                                    | Hungria                       |      |
| Dheepan                           | Jacques Audiard                     | Pascal Caucheteux                                              | França                        |      |
| Julieta                           | Pedro Almodóvar                     | Agustín Almodóvar                                              | Espanha                       |      |
| Mustang                           | Deniz Gamze Ergüven                 | Charles Gilibert                                               | França                        |      |
| Toni Erdmann                      | Maren Ade                           | Janine Jackowski                                               | Alemanha                      |      |
| 2018                              |                                     |                                                                |                               |      |
| Ah-ga-ssi                         | Park Chan-wook                      | Syd Lim                                                        | Coreia do Sul                 |      |
| Elle                              | Paul Verhoeven                      | Saïd Ben Saïd                                                  | França                        |      |
| First They Killed My Father       | Angelina Jolie                      | Rithy Panh                                                     | Camboja                       |      |
| Nelyubov                          | Andrey Zvyagintsev                  | Alexander Rodnyansky                                           | Rússia                        |      |
| Forushande                        | Asghar Farhadi                      | Alexandre Mallet-Guy                                           | Irão                          |      |
| 2019                              |                                     |                                                                |                               |      |
| Roma                              | Alfonso Cuarón                      | Gabriela Rodríguez                                             | México                        |      |
| Capernaum                         | Nadine Labaki                       | Khaled Mouzanar                                                | Líbano                        |      |
| Zimna wojna                       | Pawel Pawlikowski                   | Tanya Seghatchian, Ewa Puszczyńska                             | Polónia                       |      |
| Dogman                            | Matteo Garrone                      | Matteo Garrone                                                 | Itália                        |      |
| Manbiki Kazoku                    | Hirokazu Kore-eda                   | Kaoru Matsuzaki                                                | Japão                         |      |
| 2020                              |                                     |                                                                |                               |      |
| Gisaengchung                      | Bong Joon-ho                        | Bong Joon-ho                                                   | Coreia do Sul                 |      |
| The Farewell                      | Lulu Wang                           | Daniele Melia                                                  | Estados Unidos                |      |
| For Sama                          | Waad Al-Kateab e Edward Watts       | Waad Al-Kateab e Edward Watts                                  | Síria                         |      |
| Dolor y gloria                    | Pedro Almodóvar                     | Agustín Almodóvar                                              | Espanha                       |      |
| Portrait de la jeune fille en feu | Céline Sciamma                      | Bénédicte Couvreur                                             | França                        |      |

### Década de 2020
| Ano                          | Filme               | Realizador(es)                                                                                    | Produtor(es)         | País |
| ---------------------------- | ------------------- | ------------------------------------------------------------------------------------------------- | -------------------- | ---- |
| 2021                         |                     |                                                                                                   |                      |      |
| Druk                         | Thomas Vinterberg   | Sisse Graum Jørgensen, Kasper Dissing                                                             | Dinamarca            |      |
| Dorogie tovarishchi!         | Andrei Konchalovsky | Alisher Usmanov                                                                                   | Rússia               |      |
| Les Misérables               | Ladj Ly             | Toufik Ayadi, Christophe Barral                                                                   | França               |      |
| Minari                       | Lee Isaac Chung     | Christina Oh                                                                                      | Estados Unidos       |      |
| Quo Vadis, Aida?             | Jasmila Žbanić      | Damir Ibrahimovich                                                                                | Bósnia e Herzegovina |      |
| 2022                         |                     |                                                                                                   |                      |      |
| Doraibu mai kā               | Ryūsuke Hamaguchi   | Teruhisa Yamamoto                                                                                 | Japão                |      |
| È stata la mano di Dio       | Paolo Sorrentino    | Paolo Sorrentino, Lorenzo Mieli                                                                   | Itália               |      |
| Madres paralelas             | Pedro Almodóvar     | Agustín Almodóvar                                                                                 | Espanha              |      |
| Petite Maman                 | Céline Sciamma      | Bénédicte Couvreur                                                                                | França               |      |
| Verdens verste menneske      | Joachim Trier       | Thomas Robsahm                                                                                    | Noruega              |      |
| 2023                         |                     |                                                                                                   |                      |      |
| Im Westen nichts Neues       | Edward Berger       | Edward Berger e Malte Grunert                                                                     | Alemanha             |      |
| Argentina, 1985              | Santiago Mitre      | Santiago Mitre, Victoria Alonso, Agustina Llambi Campbell, Axel Kuschevatzky e Federico Posternak | Argentina            |      |
| Corsage                      | Marie Kreutzer      | Marie Kreutzer                                                                                    | Áustria              |      |
| Heojil gyeolsim              | Park Chan-wook      | Park Chan-wook e Ko Dae-seok                                                                      | Coreia do Sul        |      |
| An Cailín Ciúin              | Colm Bairéad        | Colm Bairéad e Cleona Ní Chrualaoí                                                                | Irlanda              |      |
| 2024                         |                     |                                                                                                   |                      |      |
| The Zone of Interest         | Jonathan Glazer     | James Wilson                                                                                      | Reino Unido          |      |
| 20 dniv u Mariupoli          | Mstyslav Chernov    | Raney Aronson-Rath, Michelle Mizner                                                               | Ucrânia              |      |
| Anatomie d'une chute         | Justine Triet       | Marie-Ange Luciani, David Thion                                                                   | França               |      |
| Past Lives                   | Celine Song         | David Hinojosa, Pamela Koffler, Christine Vachon                                                  | Estados Unidos       |      |
| La sociedad de la nieve      | J. A. Bayona        | Belén Atienza, Sandra Hermida                                                                     | Espanha              |      |
| 2025                         |                     |                                                                                                   |                      |      |
| Emilia Pérez                 | Jacques Audiard     | Jacques Audiard, Pascal Caucheteux, Valérie Schermann e Anthony Vaccarello                        | França               |      |
| Ainda Estou Aqui             | Walter Salles       | Maria Carlota Bruno, Rodrigo Teixeira e Martine de Clermont-Tonnerre                              | Brasil               |      |
| A Semente do Fruto Sagrado   | Mohammad Rasoulof   | Mohammad Rasoulof, Rozita Hendijanian, Amin Sadraei, Jean-Christophe Simon e Mani Tilgner         | Alemanha             |      |
| Kneecap                      | Rich Peppiatt       | Jack Tarling e Trevor Birney                                                                      | Irlanda              |      |
| Tudo Que Imaginamos Como Luz | Payal Kapadia       | Thomas Hakim, Julien Graff                                                                        | Índia                |      |